# Джосайя Кондер
Джосайя Кондер (англ. Josiah Conder, 28 вересня 1852 — 21 червня 1920) — британський архітектор, який служив іноземним радником при японському уряді в період Мейдзі.

## Біографія
Народився в лондонському районі Кенсінгтон. Після закінчення Лондонського університету він два роки працював на архітектора Вільяма Берджеса, відомого прихильника неоготики, в 1876 році нагороджений медаллю Соейна.
У 1877 на запит японського уряду Королівський інститут британських архітекторів рекомендував Кондера як викладача в Імператорський технічний коледж в Токіо. Там у Кондера навчалися п'ять відомих у майбутньому японських архітекторів — Тацуно Кінго, Катаяма Токума, Соне Тацудзо, Сататі Сітідзіро і Сімода Кікутаро.
У 1886 його колишні учні заснували Японський архітектурний інститут і обрали Кондера його почесним президентом. Попри проживання в Японії і далі підтримував зв'язки з Королівським інститутом британських архітекторів, поки в 1888 не відійшов повністю від викладання і не відкрив свою власну справу.
Під час роботи в Японії спроєктував понад п'ятдесят будівель, проте більшість з них не збереглася дотепер. Однією з перших його робіт було перетворення району Маруноуті на сучасний діловий район у лондонському стилі. Саме Кондер спроєктував Рокумейкан, який став символом вестернізації в період Мейдзі.
У 1880-х здійснив дизайн проєкту православного Воскресенського собору в Токіо (1891, перебудований після землетрусу в 1923 із змінами за проєктом Сіньїтіро Окади). За його проєктами будувалися Імперський музей в Уено, будівля Міністерства флоту та ін.
За видатні заслуги в 1894 нагороджений орденом Священного скарбу 3-го класу. У 1915 він став почесним доктором Токійського університету.
Дуже цікавився класичним японським мистецтвом, і після довгих прохань прийнятий в офіційні учні художником Каванабе Кессаєм, отримавши японське ім'я «Кьоей» (яп. 暁英, кё:эй). Пізніше він познайомив Захід з японським мистецтвом, опублікувавши роботи The Flowers of Japan and Art of Floral Arrangement (1891), Landscape Gardening in Japan (1893) і Paintings and Studies by Kawanabe Kyosai (1911).
Залишився в Японії на все життя і був похований у храмі Гококу-дзі.

## Роботи Джосайя Кондера

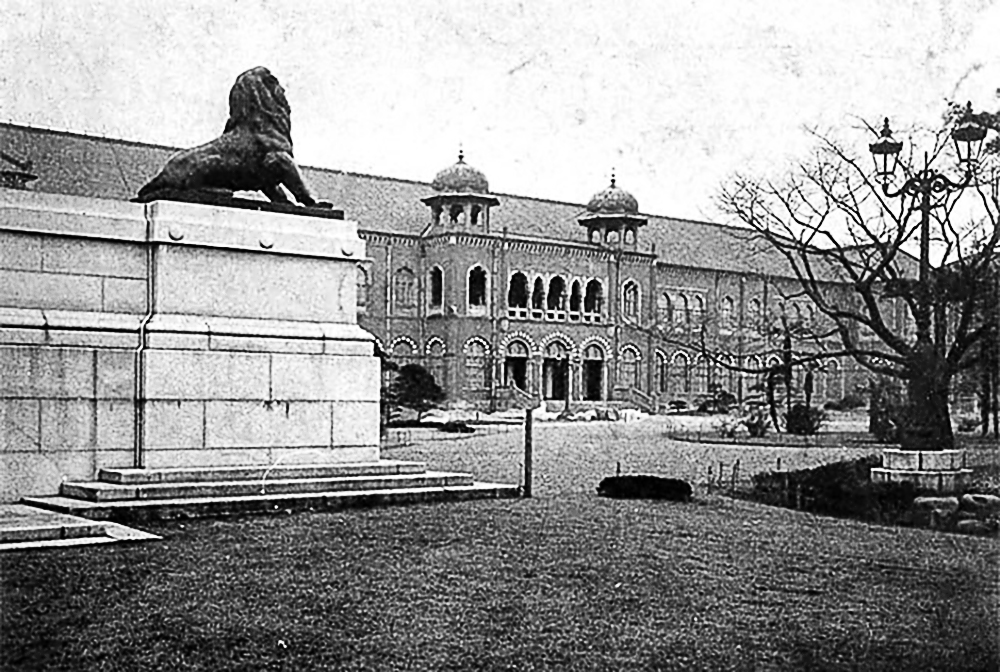
Токійський Імператорський музей
Рокумейкан
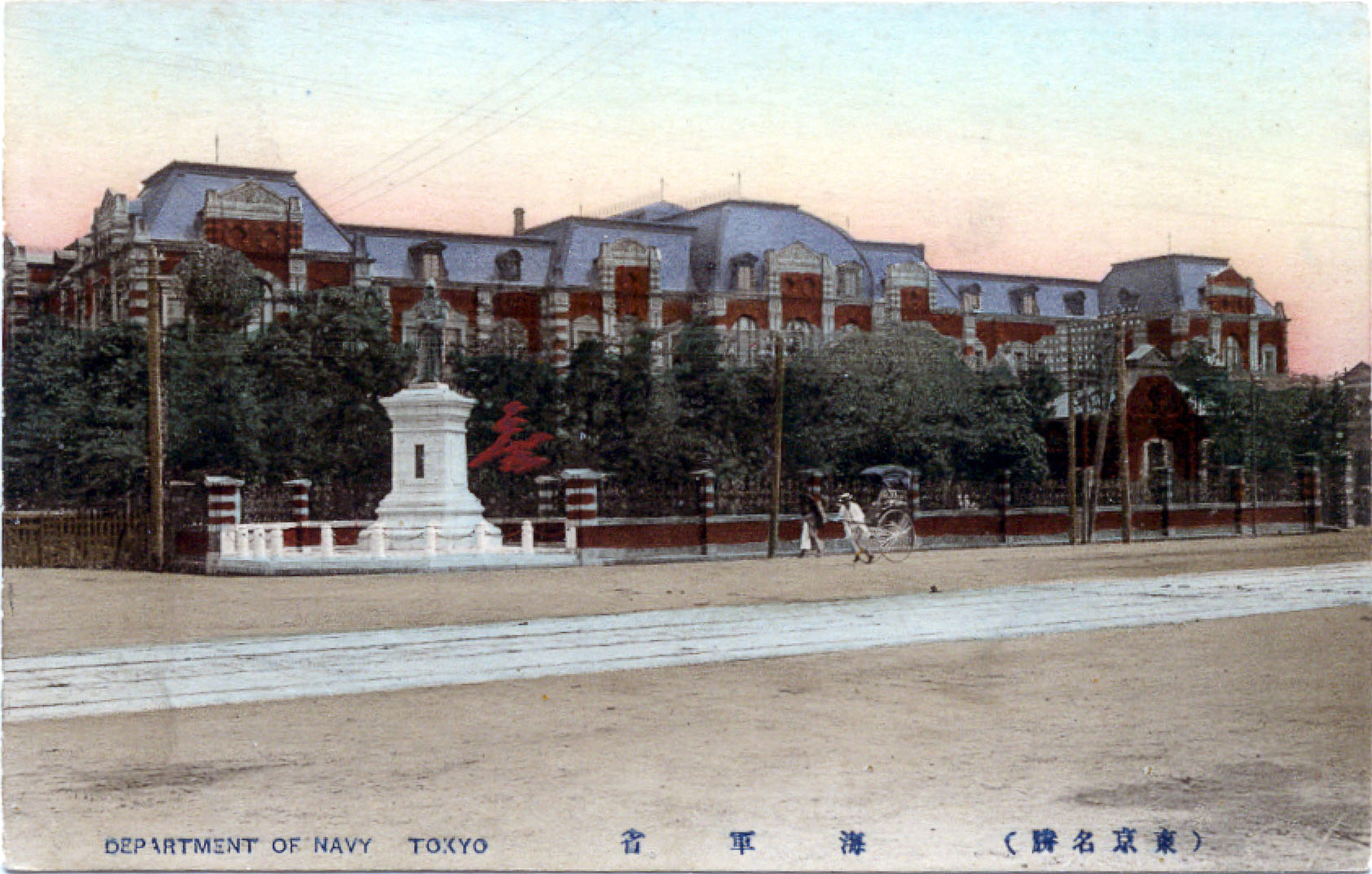
Міністерство флоту
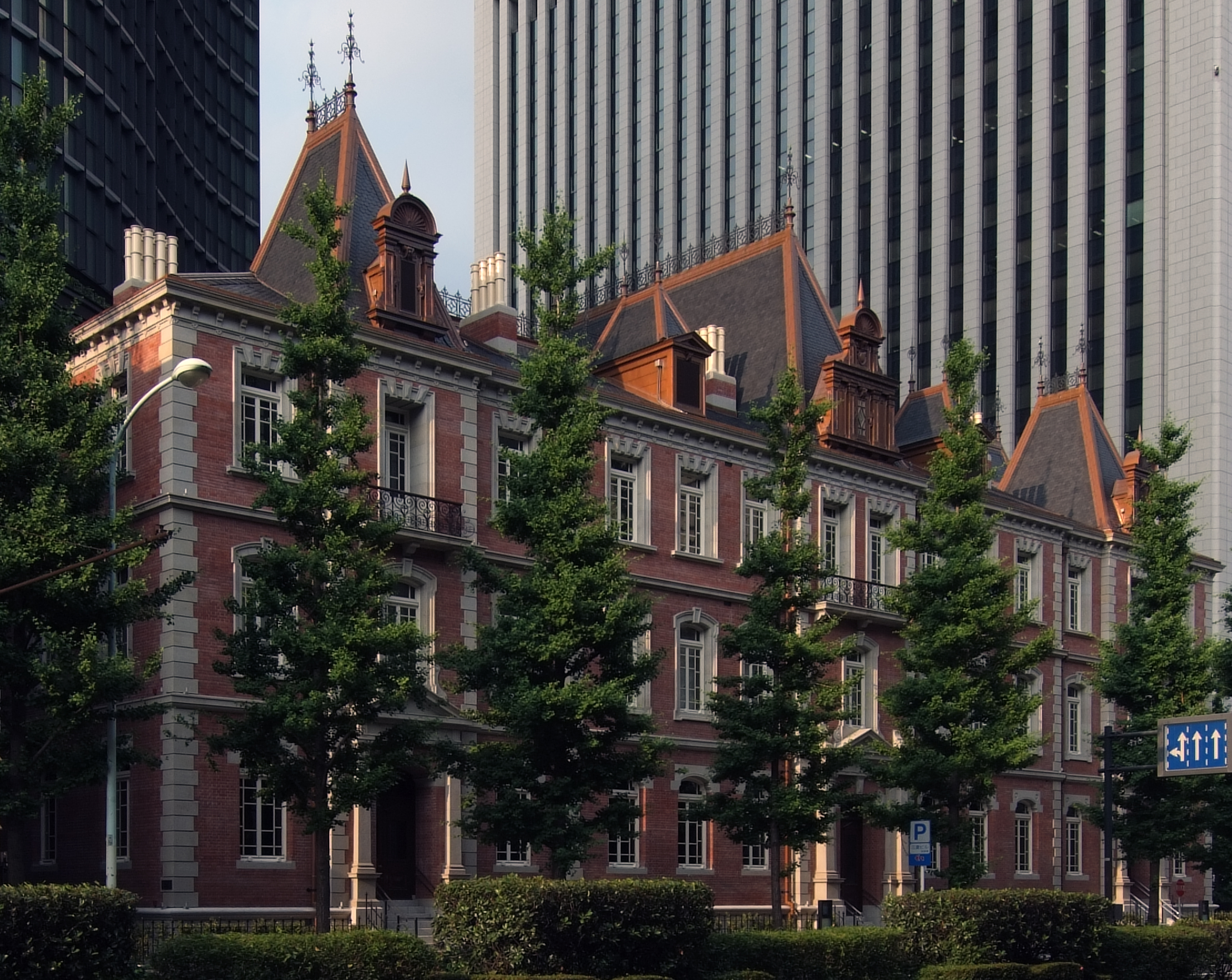
Будівля компанії Міцубісі
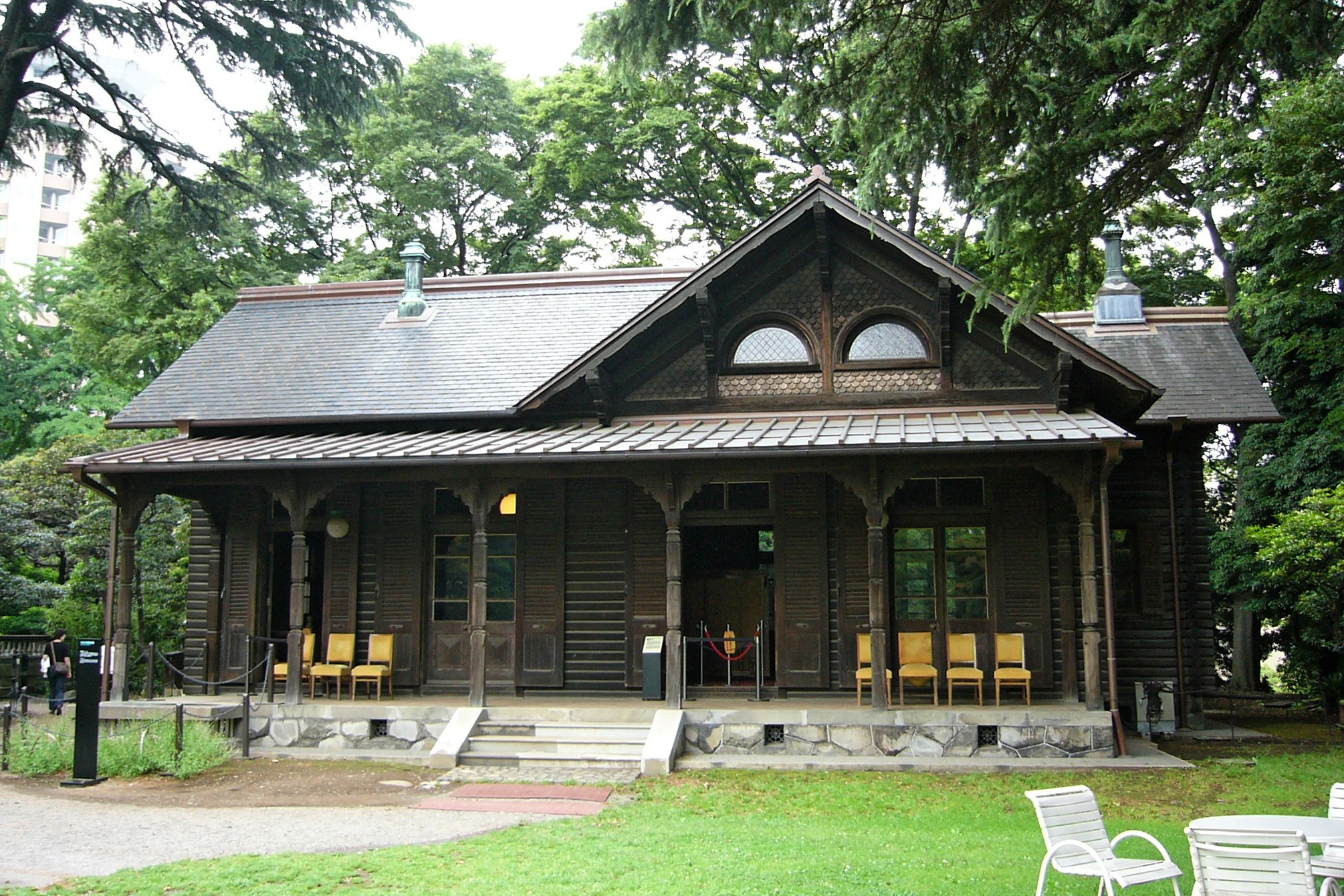
Павільйон для гриКю-Ивасаки-тей[en]більярд у саду віллі Івасакі
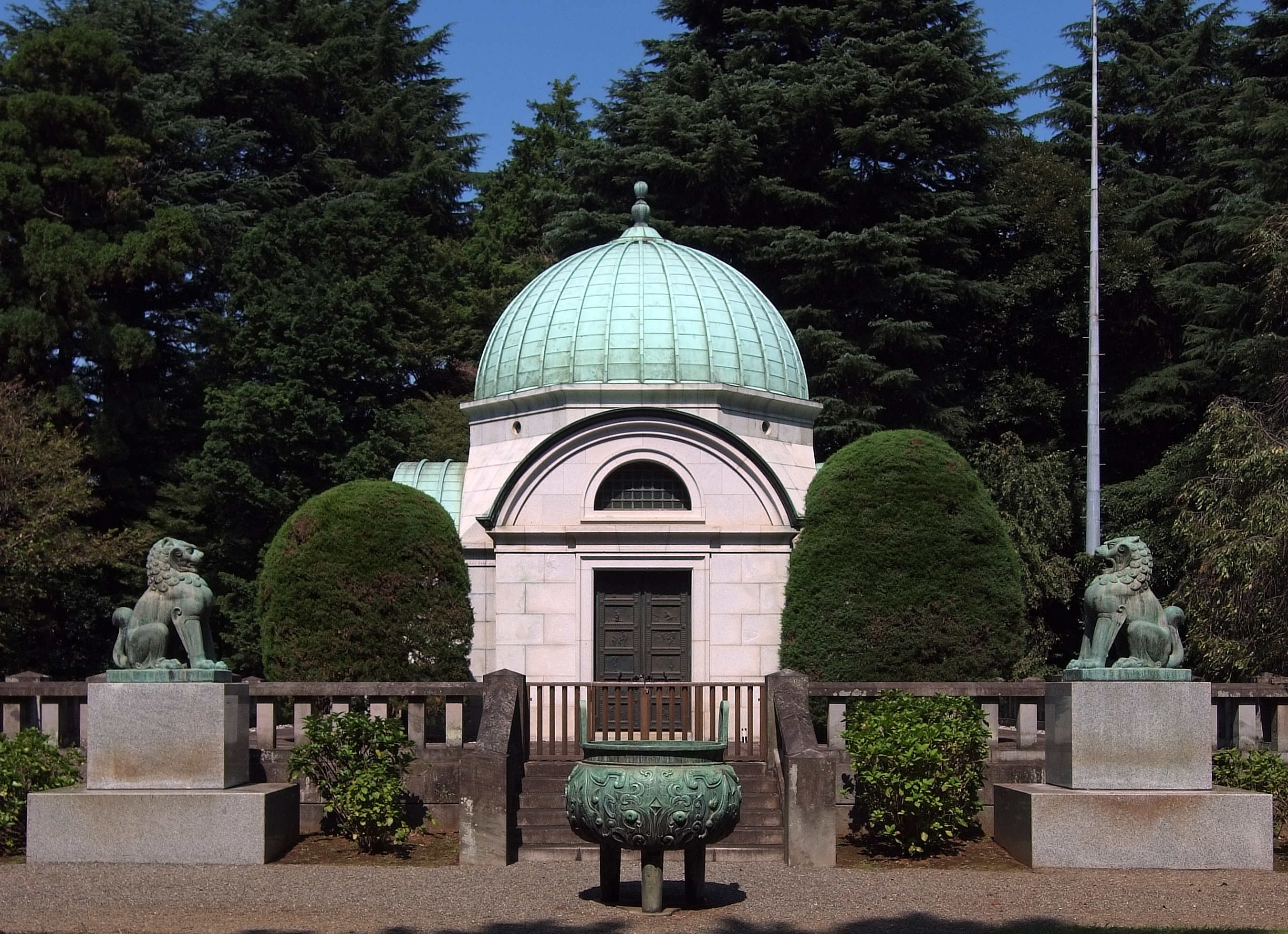
Мавзолей сім'ї Яносуке Івасакі
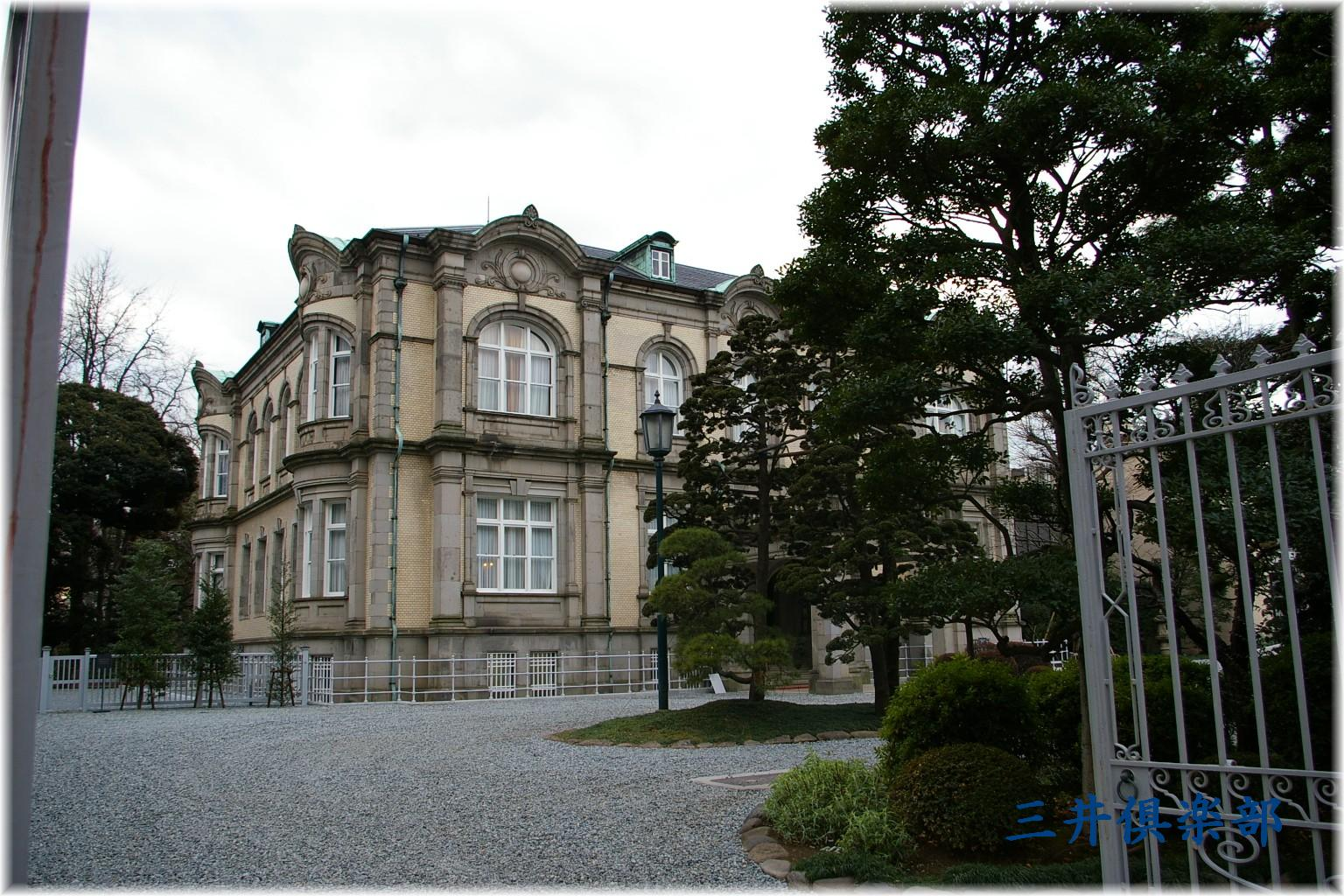
Клуб Цунаматі Міцуї
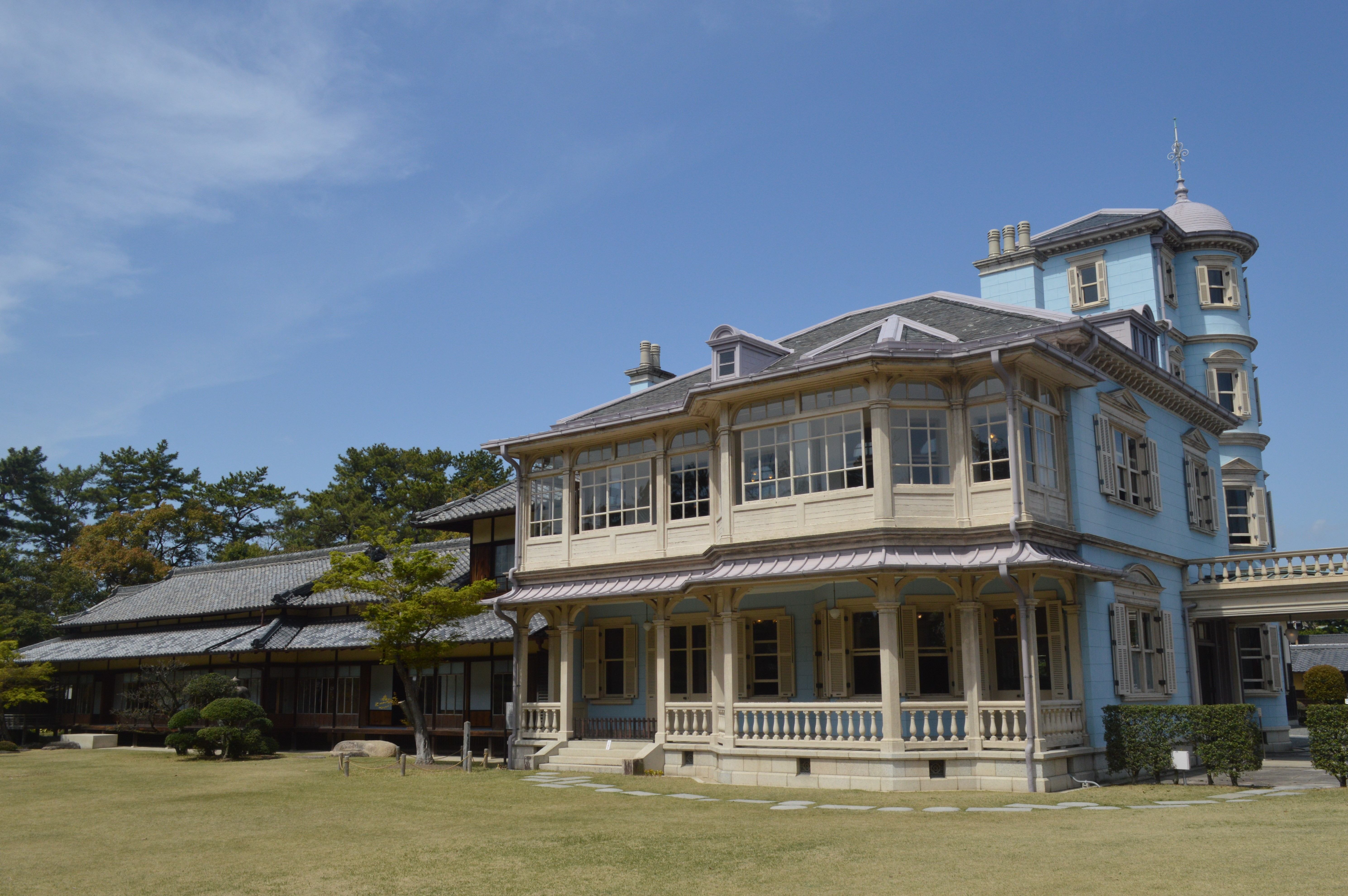
Роккаєн Е-кан
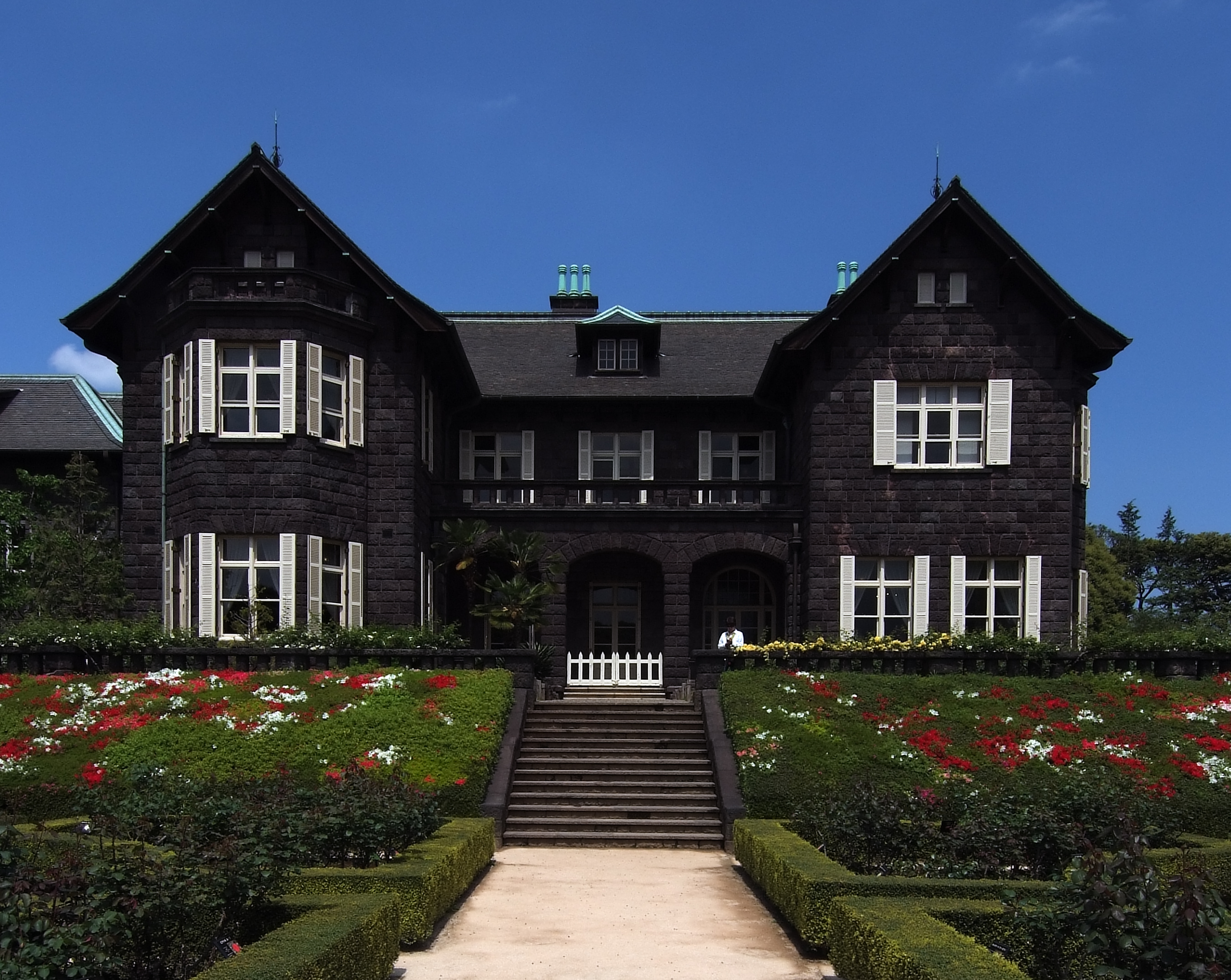
Будинок біля парку Кю-Фурукава
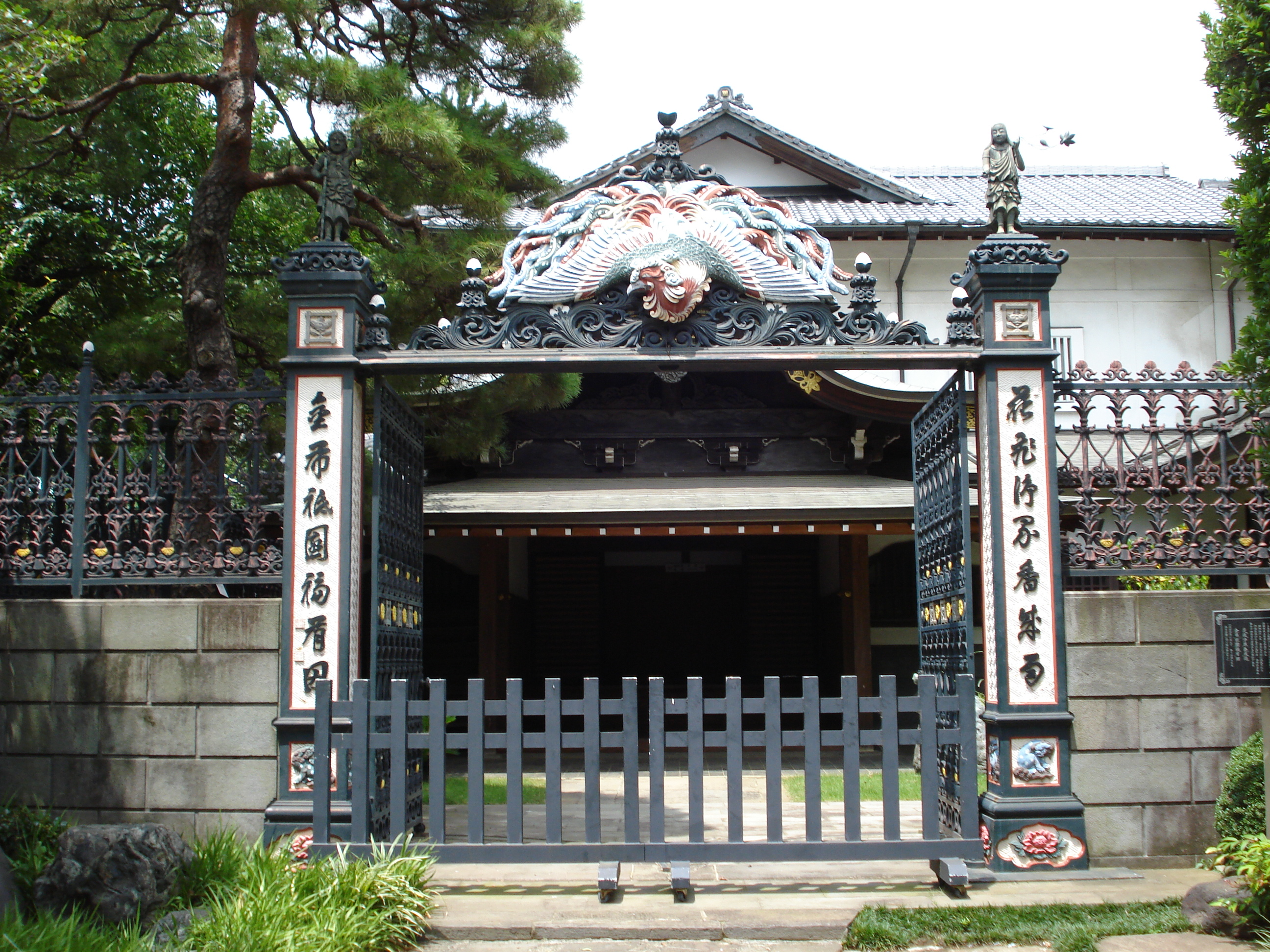
Меходзі тецумон